# Tremadog Bay
Tremadog Bay är en vik i Storbritannien.   Den ligger i riksdelen Wales, i den södra delen av landet, 300 km nordväst om huvudstaden London.